# Inerție (fizică)
Inerția este rezistența oricărui corp cu masă la modificarea stării sale de repaus sau de mișcare rectilinie uniformă atunci când asupra sa nu acționează forțe exterioare.
Măsura inerției este masa corpului.
Inerția este, de asemenea, definită ca tendința obiectelor de a continua să se deplaseze în linie dreaptă la o viteză constantă. Principiul inerției este unul dintre principiile fundamentale ale fizicii clasice care este încă folosit pentru a descrie mișcarea obiectelor și modul în care sunt afectate de forțele aplicate asupra lor.
În uz comun, termenul "inerție" se poate referi la "cantitatea de rezistență la schimbarea vitezei" a unui obiect (care este cuantificată prin masa sa) sau, uneori, la impulsul său, în funcție de context. Termenul "inerție" este mai bine înțeles ca o exprimare mai scurtă pentru "principiul inerției" descris de Newton în prima sa lege de mișcare: un obiect care nu este supus unei forțe externe nete se mișcă la o viteză constantă. Astfel, un obiect va continua să se deplaseze la viteza sa actuală până când o anumită forță va determina modificarea vitezei sau direcției sale.
Pe suprafața Pământului, inerția este adesea mascată de efectele fricțiunii și rezistenței la aer, ambele având tendința de a scădea viteza obiectelor în mișcare (în mod obișnuit până la punctul de repaus) și gravitația. Aceasta l-a făcut pe filosoful Aristotel să creadă în mod eronat că obiectele s-ar mișca numai atâta timp cât le-a fost aplicată forța:
”... [corpul] se oprește atunci când forța care împinge obiectul care se deplasează nu mai are putere să-l împingă în direcția deplasării...”
Filosoful antic grec Aristotel a avut convingerea că toate obiectele au un loc natural în univers: obiectele grele (cum ar fi rocile) caută să rămână în repaos pe Pământ iar obiectele ușoare precum fumul caută să rămână în repaos în cer iar stelele caută să rămână în repaos în ceruri. El credea că un corp era în stare naturală atunci când era în repaus, iar pentru ca acel corp să se miște în linie dreaptă, la o viteză constantă, este nevoie de un agent extern pentru a-l propulsa, altfel ar înceta să se miște. Cu toate acestea, Galileo Galilei și-a dat seama că este necesară o forță pentru a schimba viteza unui corp, adică o accelerație, dar nu este necesară nicio forță pentru a-și menține viteza. Cu alte cuvinte, Galileo a declarat că, în absența unei forțe, un obiect în mișcare va continua să se miște. (Tendința obiectelor de a rezista schimbărilor în mișcare a fost ceea ce Johannes Kepler numise inertia.) Această înțelegere a fost îmbunătățită de Newton, care a dezvoltat-o în prima sa lege, cunoscută și sub numele de "legea inerției" - nicio forță înseamnă nicio accelerare, și deci corpul își va menține viteza. Deoarece prima lege a lui Newton este o recapitulare a legii inerției pe care Galileo o descrisese deja, Newton a acordat în mod corespunzător credit lui Galileo Galilei.
Legea inerției a fost observată, aparent, de mai mulți filozofi și oameni de știință, inclusiv Thomas Hobbes în Leviathan. Filosoful și matematicianul din secolul al XVII-lea, René Descartes, a formulat, de asemenea, legea, deși nu a efectuat niciun experiment care să o confirme.

## Prima lege a lui Newton

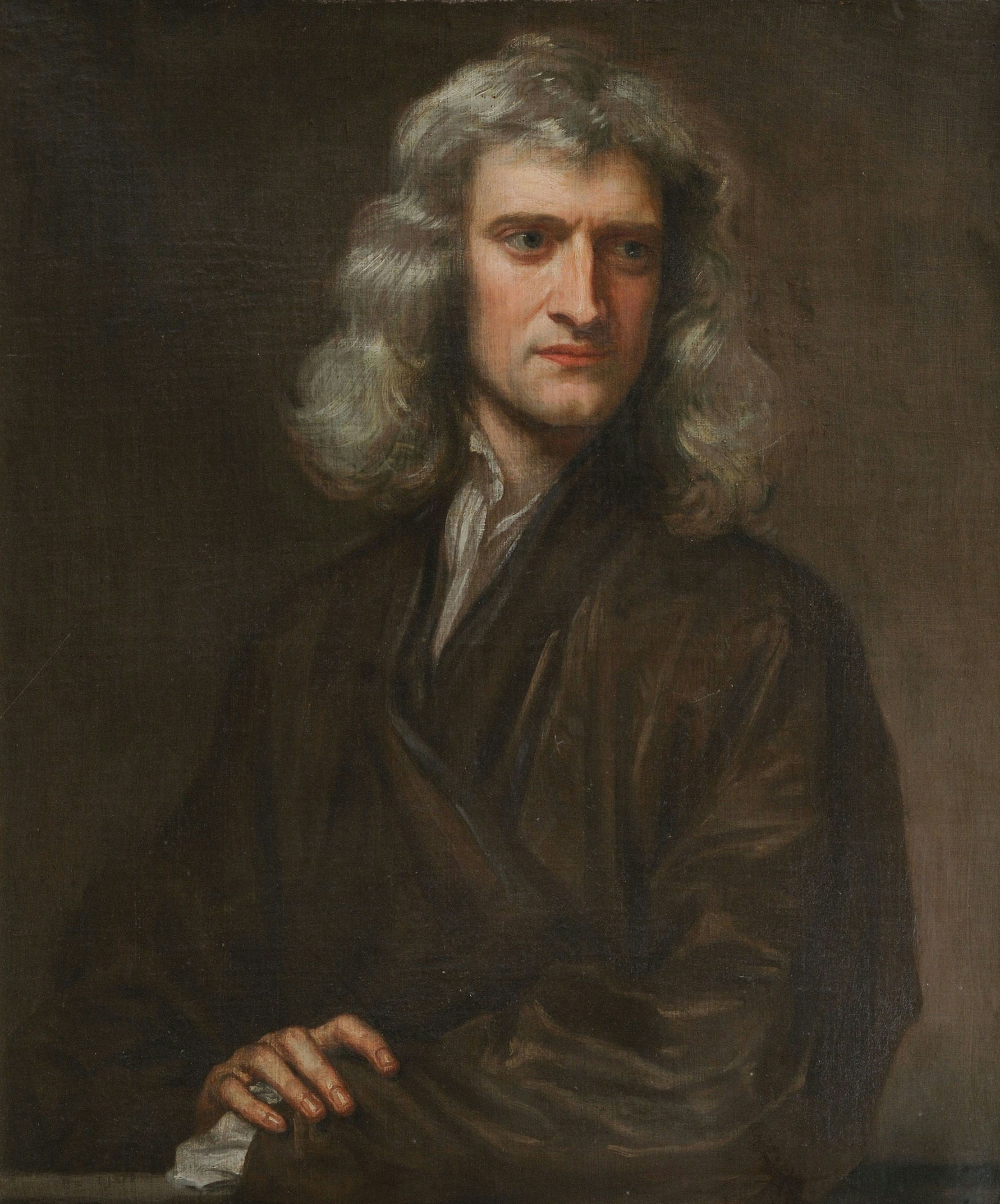
Isaac Newton (1643–1727)

Din latina originală a cărții Principia a lui Newton:
”Lex I: Corpus omne perseverare in statu suo quiescendi vel movendi uniformiter in directum, nisi quatenus a viribus impressis cogitur statum illum mutare.”
Tradus în limba română:
”Legea I: Fiecare corp persistă în starea sa de repaus sau de mișcare uniformă, cu excepția cazului în care este obligat să-și schimbe starea prin o forță imprimată.”
Prima lege afirmă că, dacă forța netă (suma vectorială a tuturor forțelor care acționează asupra unui obiect) este zero, atunci viteza obiectului este constantă. Viteza este o cantitate vectorială, care exprimă atât viteza obiectului, cât și direcția mișcării acestuia; prin urmare, afirmația că viteza obiectului este constantă este o afirmație că atât viteza, cât și direcția mișcării sale sunt constante.
Prima lege poate fi declarată matematic atunci când masa este o constantă non-zero,
{\displaystyle \sum \mathbf {F} =0\;\Leftrightarrow \;{\frac {\mathrm {d} \mathbf {v} }{\mathrm {d} t}}=0.}
Prin urmare,
- Un obiect care se găsește în 	repaus va rămâne în repaus dacă nu acționează nicio forță asupra lui.
- Un obiect care este în mișcare nu 	își va schimba viteza decât dacă o forță acționează asupra lui.

Aceasta este cunoscută sub numele de mișcare uniformă. Un obiect rămâne în aceeași stare dacă nu se exercită nicio forță asupra acestuia. În cazul în care este în repaus, acesta continuă să rămână într-o stare de repaus (de ex., dacă o față de masă este trasă brusc de sub vasele aflate pe o masă, vasele rămân în starea inițială de repaus). Dacă un obiect se mișcă, acesta va continua să se miște fără a-și schimba direcția sau viteza. Acest lucru este evident în sondele spațiale care se mișcă continuu în spațiul cosmic. Schimbările de mișcare trebuie impuse împotriva tendinței unui obiect de a-și menține starea de mișcare. În absența forțelor nete, un obiect în mișcare tinde să se miște de-a lungul unei linii drepte pe o perioadă nedeterminată.
Newton a formulat prima lege a mișcării pentru a stabili cadre de referință pentru care se aplică celelalte legi. Prima lege a mișcării postulează existența a cel puțin unui cadru de referință numit un cadru de referință newtonian sau inerțial, în raport cu care mișcarea unei particule care nu este supusă forțelor este o linie dreaptă cu o viteză constantă. Legea lui Newton este adesea menționată drept legea inerției. Astfel, o condiție necesară pentru mișcarea uniformă a unei particule față de un cadru de referință inerțial este că forța netă totală care acționează asupra ei este zero. În acest sens, prima lege poate fi reluată astfel:
”În fiecare univers material, mișcarea unei particule într-un cadru de referință preferențial Φ este determinată de acțiunea forțelor a căror sumă a dispărut pentru toate timpurile când și numai atunci când viteza particulei este constantă în Φ. Aceasta înseamnă că o particulă inițial în repaus sau în mișcare uniformă în cadrul preferențial Φ continuă în acea stare, dacă nu este obligată de forțe să o schimbe.”
Prima și a doua lege a lui Newton sunt valabile doar într-un cadru de referință inerțial. Orice cadru de referință care este în mișcare uniformă în raport cu un cadru inerțial este de asemenea un cadru inerțial (invarianța galileiană sau principiul relativității Newtoniene).